# Обична седефица
Обична седефица (лат. Argynnis paphia) врста је лептира из породице шаренаца (лат. Nymphalidae).

## Опис
Од осталих седефица је доста крупнија, а доња страна крила је зеленкаста, беѕ белих тачака. Најсличнија јој је пандорина седефица. Станиште су јој шумовити крајеви, где се често виђа покрај пута и на биљкама богатим нектаром, као што је бурјан .Честа је врста у већем делу Европе. На телу има карактеристичне беле пруге.
Врста презимљава у стадијуму гусенице, и то у првом ступњу. Интегументдорзума је таман, у неким случајевима и потпуно црн, благо маркиран обрасцем од светлијих линија. Трнолики израштаји који носе сете су светло смеђи, и изузетно дугачки. Медиодорзум је у форми две широке, жуте линије, и са те регије не полазе сколуси. Први торакални сегмент носи пар дугачких, роголиких израштаја. 

## Биљке хранитељке
Храни се биљкама из рода љубичица (Viola spp.).